# 地方會議

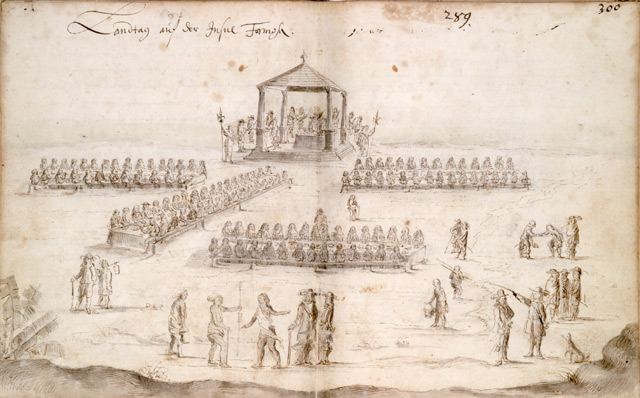
地方會議實況圖，長官與議員坐在上方有士兵護衛的亭子內，而原住民代表在長桌前的席位並排就坐。出自1648–1650年來台的德籍傭兵司馬爾卡頓1642–1652年的遊記《東西印度驚奇旅行記》（Die Wundersamen Reisen des Caspar Schmalkalden nach West- und Ostindien 1642-1652）

地方會議（荷蘭語：Landdag）是荷蘭東印度公司統治台灣的期間，導入歐洲封建政治制度，召集台灣各地原住民村社代表的會議。荷蘭人透過定期召開的地方會議，維繫雙方的封建關係，以協助荷蘭人推行政令。

## 歷史
1635年，荷蘭當局發起征服行動，與原住民部落訂定麻豆協約，確立荷蘭人為領主、原住民為封臣的封建關係。1636年2月20日，在新港社舉行第一次的村社集會，1641年，此項集會稱之為地方會議，1644年至1659年，年年舉行。

## 概要
大員當局把台灣畫分成北部地方會議區、南部地方會議區、淡水地方會議區、卑南地方會議區四大區域，原住民依其所屬區域推舉代表與會。會議係分區召開，開會日期亦有不同，南部、北部皆由大員長官主持，並於赤崁開會；淡水及卑南分別由駐於安東尼堡、卑南社的代表主持。原則上每年開會一次，也有因故停會，1657年就因南台灣爆發天花，僅於淡水地方開會。
地方會議主要係確認原住民對長官的從屬關係，以維繫所屬村社與公司所簽的協約，亦有仲裁糾紛、訓示原住民須盡職責等涵義。原住民常常會對荷蘭人獻上禮物，會議同時也改選村社首長，並授予其象徵權威的藤杖，而卸任者必須繳回受頒的藤杖，表示不再擁有權力。若有新長官上任，原住民須宣誓效忠新長官。
透過地方會議，荷蘭人也將原本以個別村社為政治實體、彼此攻伐的原住民部落，統合成互相聯盟的聯合村（荷蘭語：Verenigde Dorpen），置於荷蘭主權之下。荷蘭人便藉由攻擊聯合村的敵對部落，讓原住民出草，使得雙方的關係更為緊密。
荷蘭人更會藉由會議排場，展現己方的優越地位。每次長官及議員前往會場時，荷軍皆會鳴放禮砲及禮槍，並由一隊身穿閃亮甲冑、全副武裝的士兵簇擁就座。開會時，長官及議員皆坐在較高的亭子，原住民則坐在較矮的桌椅上，顯示雙方地位有差距。荷蘭人為表示漢人的地位不如己方，通常不讓漢人出席會議，就算有人出席，也僅於宴會上端送茶、點心，明白表示漢人為公司屬下。

## 第一次地方會議
1641年4月11日，南北同時，在同會場舉行第一次地方會議，台灣長官杜拉弟紐司（Paulus Traudenius）率領政廳的高級幹部、教會關係者等30人，原住民有北部6社22人、南部8社20人，共計14社42人出席，以下是出席第一次地方會議的村社和代表人數。
- 新港社（Sinckan）：2人
- 大目降社（Tavokangh）：3人
- 目加溜灣社（Baccaluwan）：3人
- 蕭壟社（Soulangh）：5人
- 麻豆社（Mattau）：5人
- 大武壟社（Tevorangh）：4人
- 放索社（Pangsoya）：4人
- 塔加里揚社（Taccariangh）：5人
- Sorriau社：2人
- 力力社（Netnee）：1人
- 麻里麻崙社（Verrovorongh）：2人
- 萬丹社（Pandandel）：1人
- 大木連社（Tapoeliangh）：2人
- 茄藤社（Catcha）：3人

## 腳註
1. ↑  歐陽泰認為，荷蘭人透過地方會議維繫原住民的向心力，有助於解釋原住民為何協助鎮壓郭懷一事件。